# جامعة مرسين
جامعة مرسين (بالتركية: Mersin Üniversitesi)‏ و (بالإنجليزية: Mersin University)‏ هي جامعة حكومية تقع في مدينة مرسين بتركيا. أُسست عام 1992م في ولاية مرسين جنوب تركيا، وتستقبل الجامعة نحو 27 ألف طالب وطالبة ، وتضم الجامعة اليوم 12 كلية، و5 معاهد، و7 مدارس، و19 مركزاً للبحوث، كما تضم حوالي 1500 أستاذ ومحاضر ضمن الهيئة التدريسية.
تعمل جامعة «مرسين» على القيام بالدراسات والبحوث رفيعة المستوى، من أجل دعم المعرفة والتكنولوجيا، والمساهمة في التنمية الوطنية والرعاية الاجتماعية.
وبفضل تطور مختبراتها، وبوجود أكثر من 3000 جهاز حاسوب ضمن الجامعة، تملك جامعة «مرسين» أحد البنى التحتية الأكثر تطوراً في البلاد، كما تحوي جامعة «مرسين» مكتبة ضخمة تغطي مساحة 3000 متر مربع.

## كليات وأقسام الجامعة

### الكليات
- كلية الطب.
- كلية طب الاسنان.
- كلية الصيدلة.
- كلية الهندسة.
- كلية الهندسة المعمارية.
- كلية الاتصالات.
- كلية الثروة السمكية.
- كلية الاقتصاد والعلوم الإدارية.
- كلية العلوم والآداب.
- كلية السياحة.
- كلية التعليم الفني.
- كلية التربية.
- كلية الفنون الجميلة.

### كليات الدراسات العليا
- كلية العلوم الطبيعية والتطبيقية.
- كلية العلوم الصحية.
- كلية العلوم الاجتماعية.
- كلية الفنون الجميلة.
- كلية العلوم التربوية.

### الكليات والأقسام باللغة الإنجليزية
- كليه الهندسة، قسم هندسة التخطيط العمراني.